# Mount Chappell Island
Mount Chappell Island o Chappell Island è un'isola del Badger Group, un sottogruppo delle isole Furneaux in Tasmania (Australia). L'isola appartiene alla municipalità di Flinders e fa parte del Chalky, Big Green and Badger Island Groups Important Bird Area. Chappell Island è una proprietà privata, utilizzata per il pascolo di pecore e oche di Capo Barren e gli habitat della fauna locale sono stati gravemente compromessi dall'uomo.
L'isola è stata così chiamata da Matthew Flinders che le ha assegnato il cognome da nubile della moglie.

## Geografia
Mount Chappell si trova nello stretto di Bass, a sud-ovest di Flinders Island (la maggiore delle Furneaux), a nord-ovest di Cape Barren Island e a nord-est di Badger. Mount Chappell ha una superficie di 3,45 km² e si distingue per un'alta collina centrale.

### Fauna

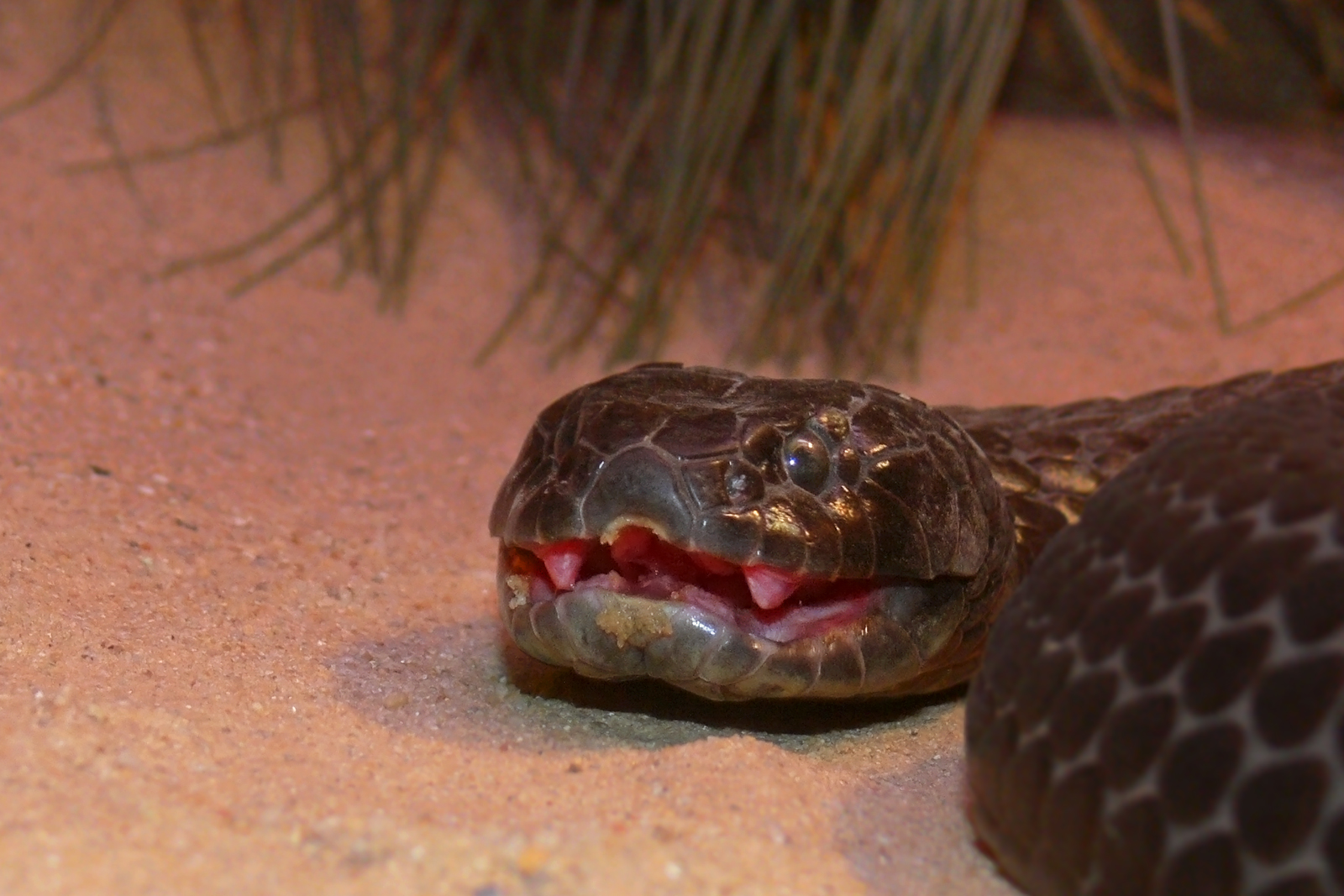
Il Notechis ater serventi

La berta codacorta si riproduce sull'isola, ma il pinguino minore blu che allevava un gran numero di piccoli ha smesso di farlo. Oltre alle pecore, altri mammiferi sono stati introdotti deliberatamente o inavvertitamente: il topo comune, il ratto e il gatto selvatico. Tra i rettili ci sono il Lerista bougainvillii, il Niveoscincus ocellatus, il Niveoscincus metallicus, la Bassiana duperreyi.
Si trova sull'isola una sottospecie di serpente tigre: il serpente tigre di Mount Chappell Island (Notechis ater serventi) che ha una testa tozza e un corpo robusto ed è il gigante della specie di serpenti tigre con una lunghezza di 1,5 m e un peso di 2 kg. Dorsalmente, il suo colore è da bruno oliva a quasi nero, a volte con bande incrociate più chiare. La superficie ventrale è solitamente di colore più chiaro.